# Epoxiconazol
Epoxiconazol ist ein fungizider Wirkstoff aus der Klasse der Triazole, der zum Schutz von Kulturpflanzen entwickelt wurde. Dieser Wirkstoff hemmt den Metabolismus verschiedener Schadpilze, die Nutzpflanzen befallen können und verhindert dadurch deren Wachstum. Epoxiconazol hemmt auch die Bildung von Konidien (Mitosporen) und kann dadurch die Verbreitung der Schaderreger einschränken. Epoxiconazol wurde 1993 von der BASF auf den Markt gebracht. Seitdem wird es einzeln oder in Mischung mit weiteren Wirkstoffen in vielen Produkten zur Bekämpfung zahlreicher Getreidepathogene verwendet. Zu den Kulturpflanzen, in denen Epoxiconazole zum Einsatz kommt, gehören beispielsweise Getreide (überwiegend Weizen, Gerste, Roggen und Triticale), Sojabohnen, Bananen, Reis, Kaffee und Zuckerrüben.

## Einsatz

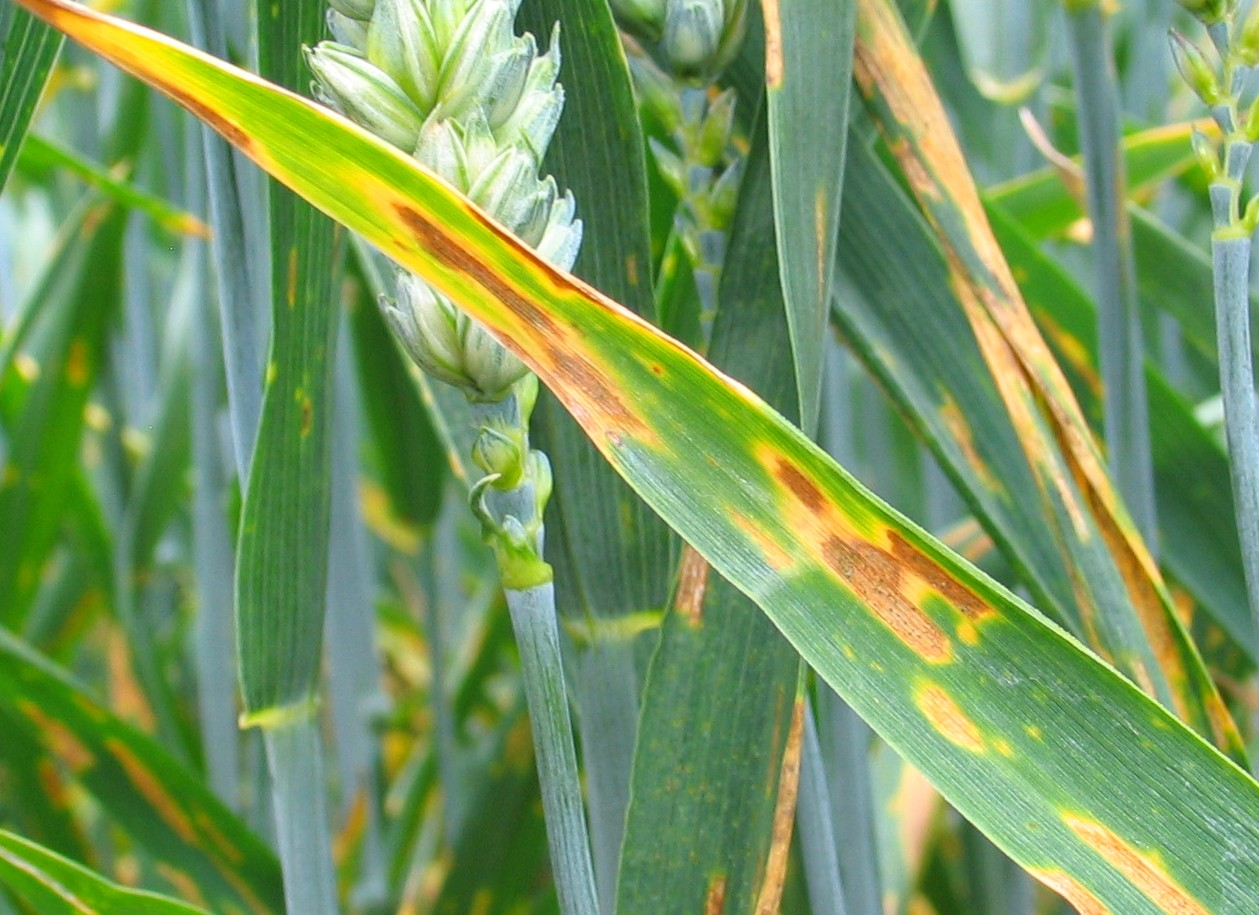
Septoria-Blattdürre (Septoria tritici)

Die Getreidekrankheiten Septoria-Blattdürre (Septoria tritici) und Braunrost (Puccinia triticina) sind für bis zu 30 % der Ernteausfälle verantwortlich. Werden diese Krankheiten nicht wirksam bekämpft, führt das zu einer Beeinträchtigung der Verfügbarkeit von Weizen und anderen Gräsern wie Gerste wie auch der Qualität der aus dem Getreide hergestellten Lebensmittel.

## Resistenz
Bestimmte Pflanzenpathogene entwickeln Resistenzen gegen Fungizide. Im Gegensatz zu der sich relativ schnell entwickelnden Resistenz gegen Strobilurine konnten Azolfungizide wie Epoxiconazol ihre Wirksamkeit gegen die wichtigsten Getreidekrankheiten seit über 20 Jahren beibehalten. Laut einer Studie der Home Grown Cereals Authority (HGCA) ist Epoxiconazol eines der beiden Triazol-Fungizide (neben Prothioconazol), das immer noch eine starke eradikative und protektive Wirkung gegen Septoria tritici aufweist. Darüber hinaus stehen Landwirten zusätzliche Fungizidklassen wie z. B. Kontaktfungizide, Strobilurine oder Carboxamide zur Verfügung. Hierbei wird die beste Wirkung mit Triazol-Mischungen erzielt.

## Wirkungsweise
Als Azol hemmt Epoxiconazol den Stoffwechsel der Schadpilze und verhindert dadurch deren Wachstum und die Sporenbildung. Es blockiert in Pilzen ein wichtiges Enzym, die Lanosterin-Demethylase, die an der Bildung von Ergosterol, einem unentbehrlichen Bestandteil der pilzlichen Zellmembran, beteiligt ist. Epoxiconazol wirkt eradikativ, indem es Pilz-Haustorien einkapselt und von der Nährstoffversorgung abschneidet. Dadurch sterben die Haustorien ab. Zusätzlich konnte ein positiver Einfluss auf Enzyme des pflanzeneignen Abwehrsystems (Chitinase, β-1,3-Glucanase) nachgewiesen werden, die die Zellwand von Schadpilzen angreifen. Einige Pilze beeinträchtigen die Qualität des Erntegutes, indem sie sogenannte Mykotoxine bilden. Es hat sich gezeigt, dass die Anwendung von Triazolen wie z. B. Epoxiconazol in Fungizidmischungen solche Mytoxin-Gehalte deutlich reduzieren können.

## Zulassungsstatus
Pflanzenschutzmittel mit dem Wirkstoff Epoxiconazol waren in der EU bis zum 30. April 2019 zugelassen. Seither sind keine entsprechenden Präparate mehr im Handel. Auch in der Schweiz ist die Zulassung ausgelaufen. In anderen Ländern wie Brasilien wird der Wirkstoff nach wie vor, z. B. auf Zuckerplantagen, eingesetzt. Illegalerweise wurde der Wirkstoff in der Schweiz, mit Stand 2023, nach wie vor vereinzelt eingesetzt.